# Юдин, Иван Максимович
Иван Максимович Юдин — советский хозяйственный, государственный и политический деятель, Герой Социалистического Труда.

## Биография
Родился в 1909 году в Новоузенском уезде. Член КПСС.
С 1924 года — на хозяйственной, общественной и политической работе. В 1924—1968 гг. — колхозник коммуны «III Интернационал», участник Великой Отечественной войны, участник партизанского отряда, советский и партийный работник в Краснодарском крае, председатель Новокубанского райисполкома, первый секретарь Новокубанского районного комитета КПСС.
Указом Президиума Верховного Совета СССР от 23 июня 1966 года присвоено звание Героя Социалистического Труда с вручением ордена Ленина и золотой медали «Серп и Молот».
Делегат XXIII съездов КПСС.
Умер в Краснодарском крае до 1985 года.